# Parlamentarne volitve v Franciji 2017
Parlamentarne volitve v Franciji 2017 so potekale 11. junija 2017. Izbira se 577 poslanskih mest v spodnjem domu parlamenta.Francozi bodo v vsakem od 577 volilnih okrajev izvolili po enega poslanca. Kandidat si zmago zagotovi že v prvem krogu, če osvoji več kot 50 odstotkov glasov v nasprotnem primeru ga čaka drugi krog, ki je bil 18. junija 2017.

## Rezultati

### Splošno
| Stranka in koalicija | Stranka in koalicija                    | Stranka in koalicija                    | Stranka in koalicija                    | Σ                    | Σ     | Σ |
| Stranka in koalicija | Stranka in koalicija                    | Stranka in koalicija                    | Stranka in koalicija                    | Sedeži               | %     |   |
| --- | --------------------------------------- | --------------------------------------- | --------------------------------------- | -------------------- | ----- | - |
| Parlamentarna levica | Parlamentarna levica                    | Parlamentarna levica                    | Parlamentarna levica                    | 45                   | 7.80  |   |
| Parlamentarna desnica | Parlamentarna desnica                   | Parlamentarna desnica                   | Parlamentarna desnica                   | 136                  | 23.57 |   |
| Parlamentarna sredina (Emmanuel Macron) | Parlamentarna sredina (Emmanuel Macron) | Parlamentarna sredina (Emmanuel Macron) | Parlamentarna sredina (Emmanuel Macron) | 350                  | 60.66 |   |
| | Komunisti                               | Komunisti                               | PCF                                     | 10                   | 1.73  |   |
| | La France insoumise                     | La France insoumise                     | FI                                      | 17                   | 2.95  |   |
| | Nacionalna fronta                       | Nacionalna fronta                       | FN                                      | 8                    | 1.39  |   |
| | Ostale stranke na levici                | Ostale stranke na levici                | EXG                                     | 0                    | 0.00  |   |
| | Zeleni                                  | Zeleni                                  | ECO                                     | 1                    | 0.17  |   |
| | Ostali                                  | Ostali                                  | DIV                                     | 3                    | 0.52  |   |
| | Klarikalci                              | Klarikalci                              | REG                                     | 5                    | 0.87  |   |
| | Ostale stranke na desnici               | Ostale stranke na desnici               | EXD                                     | 1                    | 0.17  |   |
| |                                         |                                         |                                         |                      |       |   |
| Skupaj | Skupaj                                  | Skupaj                                  | Skupaj                                  | 577                  | 100%  |   |
| |                                         |                                         |                                         |                      |       |   |
| |                                         |                                         |                                         |                      |       |   |
| Vir: Ministry of the Interior \| 45 \| 136 \| 350 \| 8 \| 10 \| \| Stranke na levici \| Stranke na desnici \| Stranke predsednika \| Nacionalna fronta \| Komunistična stranka \| |                                         |                                         |                                         |                      |       |   |
| 45 | 136                                     | 350                                     | 8                                       | 10                   |       |   |
| Stranke na levici | Stranke na desnici                      | Stranke predsednika                     | Nacionalna fronta                       | Komunistična stranka |       |   |